# Accord de libre-échange entre le Pérou et Singapour
L'accord de libre-échange entre le Pérou et Singapour est un accord de libre-échange signé le 29 mai 2008 et entré en application le 1er août 2009,. Il comprend notamment des chapitres, sur des mesures phytosanitaires, sur les barrières non tarifaires, les protections pour les investissements étrangers, sur les marchés publics, etc.